# 옥토룬
옥토룬(octoroon)은 쿼드룬과 백인사이에 태어난 혼혈인(흑인의 피가 1/8 섞임)이다. 다시 옥토룬이 백인과 통혼하여 이들 사이에 태어난 혼혈인은 퀸트룬(Quintroon)이라 한다.

## 같이 보기
- 쿼드룬